# 9 Brygada Jazdy
9 Brygada Jazdy (9 BJ) – wielka jednostka jazdy Wojska Polskiego II RP.
Sformowana w pierwszej połowie sierpnia 1920 roku. Brygada walczyła w składzie 1 p.szwol. 201 p.szwol., 203 puł i 1 bateria 7 dak. Brygada weszła w skład 2 DJ płk. Gustawa Dreszera. Do września 1920 działała w pasie 5 Armii, a następnie w składzie dywizji i korpusu jazdy na Wołyniu. Po zakończeniu działań wojennych w przebywała w rejonie Chełm – Włodzimierz Wołyński.
W maju 1921 roku, na bazie wojennej 9 Brygady Jazdy, w DOK IX sformowana została IX Brygada Jazdy z miejscem postoju dowództwa w Baranowiczach.

## Formowanie
W okresie największego nasilenia walk na przedpolach Warszawy generał Józef Haller rozkazem organizacyjnym nr 3826/III z 14 sierpnia 1920 dokonał reorganizacji kawalerii Frontu Północnego i nakazał zorganizowanie dwóch dywizji jazdy. Istniejąca już dywizja północna miała podlegać dowódcy 5 Armii, a jej zadaniem była osłona lewego skrzydła i tyłów ugrupowania obronnego.
Tym samym rozkazem wyznaczony został na stanowisko dowódcy dywizji jazdy („północnej”) płk. Gustawa Orlicza-Dreszera. Dysponując 1. i 201 pułkiem szwoleżerów, 2., 108., 115. i 203 pułkiem ułanów, płk Dreszer przydzielił je brygadom: 8. – mjr. Zygmunta Podhorskiego i 9 BJ mjr. Jana Głogowskiego. Większość żołnierzy tych pułków stanowili ochotnicy, słabo wyszkoleni i nie obyci w działaniach bojowych.

## Działania zbrojne
Działania zbrojne brygada na froncie północnym rozpoczęła latem 1920 w strukturze Dywizji Jazdy gen. Dreszera. W jej skład wchodziły: 1 pułk szwoleżerów, 201 pułk szwoleżerów, 203 pułk ułanów.
17 sierpnia 203 pułk otrzymał rozkaz frontowego natarcia na Marcelin i Baboszewo. 1 pszwol obchodził lewe skrzydło Rosjan i miał uderzyć na Baboszewo od północy.
Piechota sowiecka zaatakowała w kierunku na Płońsk i w ciężkich walkach zaczęła spychać 201 pszw. Wtedy to, na lewe skrzydło rosyjskiego natarcia, ruszyło pod dowództwem mjra Grobickiego uderzenie 1pszwol. Nieprzyjaciel wycofał się w kierunku na Skarbiewo.
Wynikiem szarży było zdobycie 2 dział, 21 km, 800 jeńców i taborów całej dywizji rosyjskiej.

## Struktura organizacyjna w październiku 1920
- dowództwo
- 203 pułk ułanów
- 1 pułk szwoleżerów
- 201 pułk szwoleżerów[4]
- dak mjr. Wąsowicza (1/4 dak i 1/2 dak)[5]
- 1/9 dak[6].

## Obsada personalna
Dowódcy brygady:
- mjr Jan Głogowski (był 1 X 1920)[7]
- płk kaw. Władysław Mosiewicz (do 14 X 1920[8])

| Obsada personalna dowództwa brygady w październiku 1920 | Obsada personalna dowództwa brygady w październiku 1920 |
| Stanowisko                                              | Stopień, imię i nazwisko                                |
| ------------------------------------------------------- | ------------------------------------------------------- |
| Dowódca brygady                                         | mjr Jan Głogowski                                       |
| Zastępca dowódcy brygady                                | mjr Witold Ciechomski                                   |
| Szef sztabu                                             | rtm. Kazimierz Czerwiński                               |
| Adiutant                                                | ppor. Edward Goetl                                      |
| I oficer sztabu                                         | rtm. Mikołaj Wisznicki                                  |
| Oficer gospodarczy                                      | pchor. Mieczysław Sydry                                 |